# Chalkonoidy

Chalkon, základní strukturní jednotka chalkonoidů

Chalkonoidy (také nazývané chalkony) jsou přírodní fenoly odvozené od chalkonu. Jsou základem řady důležitých biomolekul.
Chalkonoidy mají mimo jiné baktericidní, antimykotické a protizánětlivé účinky. U některých z nich byla prokázána schopnost blokovat draslíkové kanály. Chalkony jsou též přírodními inhibitory aromatázy.
Tyto látky mají rovněž význam jako meziprodukty při syntéze některých biologických látek. Uzavřením hydroxychalkonové skupiny se vytváří flavonová struktura.
Chalkonoidy jsou rovněž meziprodukty při Auwersově syntéze flavonů.

## Vlastnosti
Chalkony mají dvě absorpční maxima, a to při 280 nm a při 340 nm.